# Birger Norman
Jean Birger Isak Norman, född 30 juli 1914 i Svanö, Västernorrlands län, död 13 september 1995 i Stockholm, var en svensk författare, journalist och socionom.

## Biografi
Efter realexamen 1932 studerade Norman vid Wendelsbergs folkhögskola 1933–34 och vid Socialinstitutet i Stockholm 1942–44. Han arbetade som sågverksarbetare 1933–38 och som socialarbetare 1938–42. Åren 1949–55 var han redaktör för Falu-Kuriren, och medverkade även i tidningarna Skogsindustriarbetaren, Metallarbetaren och Arbetet, samt i tidskrifterna Vi, Bonniers litterära magasin, Folket i Bild och Fönstret. Norman var även förlagsredaktör vid Ehlins förlag 1949–55 och Folket i Bilds förlag 1955–59.
Som författare är Norman främst känd som poet. Han debuterade 1951 med diktsamlingen Sånger vid floden, och har genom hela författarskapet en saklig, personlig och vardaglig stil. Kanske mest ihågkommen är han för diktsamlingarna Utanikring (1976) och Speleka (1980), som är skrivna på mål. Han skrev även prosa, reportage och dramatik. Han företrädde socialistiska och kristna värderingar, samtidigt som han inifrån utövade kritik mot parti, kyrka och folkrörelser. Bo Widerbergs film Ådalen 31 (1969), om Ådalshändelserna 1931, är delvis baserad på Normans reportagebok med samma namn från 1968.

### Privatliv
Birger Norman var son till faktorn Isak Albin Norman och Matilda, född Hessel. Från 1940 var han gift med Anna-Lis Mattsson (f. 1920).

## Birger Norman-sällskapet
Ett Birger Norman-sällskap bildades i april 2004. Sedan 2011 delar sällskapet årligen ut Birger Norman-priset, till en mottagare som ”verkat i Birger Normans anda”.

### Mottagare av Birger Norman-priset
- 2011 – Martin Westerholm
- 2012 – Ralph Nordlander
- 2013 – Vibeke Olsson
- 2014 – Göran Greider
- 2015 – Ulrika Bodén
- 2016 – Bo R. Holmberg
- 2017 – Mats Jonsson
- 2018 – Maria Hamberg
- 2019 – David Väyrynen
- 2020 – Katarina Östholm
- 2021 – Tomas Sjödin
- 2022 – Jenny Wrangborg
- 2023 – Sverker Sörlin
- 2024 – Kjersti Bosdotter

## Priser och utmärkelser
- 1952 – ABF:s litteraturpris
- 1960 – Tidningen Vi:s litteraturpris
- 1960 – Boklotteriets stipendiat
- 1964 – Boklotteriets stipendiat
- 1967 – Hedersledamot vid Norrlands nation
- 1968 – Östersunds-Postens litteraturpris
- 1970 – Tidningen Vi:s litteraturpris
- 1971 – Litteraturfrämjandets stora pris
- 1974 – Bellmanpriset
- 1980 – Hedenvind-plaketten
- 1981 – Deverthska kulturstiftelsens stipendiat
- 1983 – Gunvor Anérs litteraturpris
- 1983 – De Nios Vinterpris
- 1984 – Ferlinpriset
- 1989 – Doblougska priset
- 1991 – Illis quorum